# Biró Rozália
Biró Rozália Ibolya (Marosvásárhely, 1965. május 13. –) erdélyi magyar közgazdász, politikus. 2001–2012 között  Nagyvárad alpolgármestere volt. 2008-ban az RMDSZ nagyváradi polgármesterjelöltje. 2012-től a Romániai Magyar Demokrata Szövetség (RMDSZ) Bihar megyei szenátora.

## Életrajza
1984–1989 között közgazdaságtan tanult a kolozsvári Babeş-Bolyai Tudományegyetemen (BBTE). Diplomázása után helyettesítő közgazdaságtan és filozófia tanárként dolgozott Kolozsváron. 1997–1999 között az Open University Business School-on képezte tovább magát menedzsment területen.
Vállalkozni 1990-ben kezdett, 1992-1994 között az Alexis Kft. közgazdásza, 1994-1995 között a T.V.S. Kft. ügyvezető igazgatója, ahonnan a Starfilm Kft-hez igazolt szintén ügyvezető igazgatóként 1997-ig. 1998-tól a Sopftpartner Kft. vezérigazgatója 2001-ig. 2001-es alpolgármesteri tisztségééig ellátja a Snow Queen Kft. igazgatói tisztségét is.

## Politikai tevékenysége
2001-től Nagyvárad gazdasági-pénzügyi, szociális, ingatlankezelési tevékenységért felelős alpolgármestere, 2005-től az RMDSZ Bihar megyei Választmányának elnöke, 2007-től az RMDSZ Szövetségi Képviselők Tanácsának (SZKT) elnöke, 2008-tól pedig egyben a Nagyváradi RMDSZ elnöke is. 2012-től az RMDSZ Bihar megyei szenátora.
2014 augusztusában pártja őt jelölte a lemondott Kelemen Hunor helyére miniszterelnök-helyettesnek és kulturális miniszternek a harmadik Ponta-kormányba.

## Családja
Két gyermek édesanyja.